# Sporazumevalna zmožnost
»Sporazumevalna zmožnost je znanje in vedenje, ki posamezniku omogoča, da lahko ustrezno in učinkovito (receptivno in produktivno – kot poslušalec in govorec, bralec in pisec) uporablja jezik in sposobnosti (spretnosti), da to znanje uporablja za sporazumevanje v realnih situacijah, kar pomeni, da lahko tvori in razume poljubno število besedil v različnih govornih položajih in za različne potrebe oz. sporazumevalne namene,«.

## Modeli in teorije sporazumevalne zmožnosti
Chomsky je prvi, ki vpelje pojem zmožnosti in razlikovanje med zmožnostjo in performanco . Po njegovem je zmožnost splošna sposobnost tvorjenja neskončnega števila pravilnih povedi na podlagi končnega števila znakov in sposobnost prepoznavanja pravilnih in nepravilnih povedi. Dejanska raba zmožnosti, ki jo govorec izkaže s sporazumevalnimi dejanji, pa je performanca . Pojma zmožnosti in performance ustrezata de Sausserjevima langue (jezik v smislu socialne norme) in parole (govorno dejanje v smislu individualne manifestacije norme) .
Pojem sporazumevalne zmožnosti vpelje Hymes, z njim pa nadgrati pojem idealne zmožnosti, ki izhaja iz homogene jezikovne skupnosti. Hymes sporazumevalno zmožnost opredeli kot zmožnost posameznikov, da se sporazumevajo v skladu s spreminjajočimi situacijskimi in normativnimi pogoji psihične, socialne in jezikovne narave. Slovnična pravilnost je manj pomembna od primernosti glede na sporazumevalno okolje in kontekst. Hymesova sporazumevalna zmožnost združuje znanje jezika (znanje pravil in slovnice) in zmožnost rabe jezika v različnih situacijah, ti dve znanji pa sta predpogoj za rabo, tj. performanco.
Canale in Swain si zastavita vprašanje, ali je razlikovanje med zmožnostjo in performanco smiselno, pri tem pa kot edinega avtorja, ki je razlikovanje označil za nesmiselno, izpostavita Hallidaya.
Poleg pojma sporazumevalne zmožnosti, ki ga vpelje Hymes, avtorji predlagajo še vrsto drugih pojmov, kot so: obvladovanje jezika, obvladovanje sporazumevanja in sporazumevalna jezikovna zmožnost. Kljub različnim poimenovanjem gre za »to, kar človek zna (ima na razpolago) za sporazumevanje (za opravljanje govornih dejanj) v raznih sporazumevalnih okoliščinah,«.
Na uspešnost posameznika v sporazumevalnih dejanjih vplivajo tri vrste dejavnikov: biološko-fizični, psihološki in socialni. Kot pomembno lastnost uspešne performance avtorica izpostavi, da domači govorci output nedomačih govorcev prepoznajo kot ustrezen.
Pirih Svetina poudarja, da je jezikovna raba individualizirana že med domačimi govorci jezika, raznolikost pa se še toliko bolj poveča med govorci jezika kot J2, Bešter pa tej ugotovitvi doda še zmožnost sporazumevalne zmožnosti, da se razvija preko performance in je kot taka dinamična. Na podlagi performance sporazumevalno zmožnost vrednotimo.
Canale in Swain teorije sporazumevalne zmožnosti kategorizirata v:
Teorije temeljnih sporazumevalnih veščin: Pri teh teorijah gre predvsem za govorno komunikacijo, ki omogoča govorcu sporazumevanje v večini vsakodnevnih situacij, osredotočenost je na prenosu sporočila in ne na pomenu sociokulturnih okoliščin ter ustreznosti govornega dejanja. Dve ključni potezi teh teorij sta specifikacija minimalnih sporazumevalnih veščin in  spoznanje, da učenje J2 poteka učinkoviteje, če je poudarek od samega začetka učenja in usvajanja na prenašanju sporočila in ne na slovnični pravilnosti ali sociokulturni ustreznosti.
Sociolingvistični pogledi na sporazumevalno zmožnost: Ti pogledi se osredotočajo na medsebojno povezanost jezika in konteksta okolja. Canale in Swain izpostavita Hymesa in Hallidaya kot ključna avtorja teh pogledov. Hymes zavrne enačenje zmožnosti in slovnične zmožnosti Chomskega in poudari pomen konteksta, ki ga mora govorec pri govornem dejanju razumeti.
Hymesov model predpostavi štiri znanja oz. zmožnosti:
- Slovnična zmožnost: Vedenje ali in do katere mere je govorno dejanje formalno možno.
- Psiholingvistična zmožnost: Vedenje ali in do katere mere je govorno dejanje izvedljivo na podlagi razpoložljivih sredstev izvedbe.
- Sociokulturna zmožnost: Vedenje ali in do katere mere je govorno dejanje v danem kontekstu ustrezno; socialni pomen govornega dejanja.
- Verjetnost: Vedenje ali in do katere mere je govorno dejanje izvedeno in kakšne posledice ima (verjetnostno znanje).

Govorno dejanje je lahko v dani situaciji slovnično nepravilno, neprimerno z vidika otežene percepcije in razumevanja, neprimerno v danem socialnem kontekstu ali pa nenavadno in nepričakovano, saj ga v danem kontekstu ne slišimo pogosto.
Model po Hallidayu predpostavi tri ravni sporazumevalne zmožnosti: okolje določa govorcu ustrezne vedenjske možnosti (kaj je dovoljeno narediti), vedenjske možnosti se odražajo v potencialnih pomenih (pomen, ki se za dejanjem skriva), to so semantične možnosti, te pa se realizirajo v slovničnih možnostih (kaj lahko izrečemo).
Integrativne teorije sporazumevalne zmožnosti: poskušajo integrirati posameznikov govor in diskurz ter različne komponente sporazumevalne zmožnosti. Za te teorije je značilno tudi, da govorijo o govorni, slušni, pisni in bralni zmožnosti (prav tam).
Canale in Swain predlagata svoj model sporazumevalne zmožnosti, ki vsebuje tri zmožnosti: slovnično, sociolingvistično in strateško. Pri slovnični ali lingvistični zmožnosti gre za obvladanje besedišča, slovničnih in pravopisnih pravil. Ustreznost jezikovne rabe glede na kontekst zajema sociolingvistična zmožnost, strateška pa poznavanje jezikovnih in nejezikovnih sporazumevalnih strategij (prav tam). Canale in Swain sta prva avtorja, ki pojem sporazumevalne zmožnosti preneseta na področje učenja in testiranja tujega jezika. Kasneje svoj prvotni model nadgradita; trem zmožnostim dodata še četrto, diskurzno zmožnost.
Bachmanov model sporazumevalne zmožnosti sestavljajo:
- Jezikovna zmožnost: vključuje jezikovno in pragmatično zmožnost. Prva se deli na slovnično in besedilno, druga pa na ilokucijsko in sociolingvistično zmožnost.
- Strateška zmožnost je po Bachmanu splošna sposobnost, s katero posameznik optimalno uporabi razpoložljive sposobnosti.
- Posameznikovi psihofiziološki mehanizmi: gre za nevrološke in fiziološke procese, ki sodelujejo pri recepciji in produkciji.

Ferbežar je Bachmanov model priredila za potrebe standardizacije znanja slovenščine kot drugega jezika.

## Sporazumevalna zmožnost v slovenski literaturi
Bešter kot prvo avtorico, ki v slovenski prostor vpelje pojem sporazumevalne zmožnosti, izpostavi Olgo Kunst Gnamuš. V svojem Komunikacijskem modelu jezikovne vzgoje govori o sporazumevalni zmožnosti, ki po njenem temelji na dejstvu, »da lahko enako vsebino sporočimo na veliko načinov,«. Sporazumevalna zmožnost uravnava jezikovna sredstva (to so izbirna pravila) in družbene dejavnike sporazumevanja.
Pirih Svetina o sporazumevalni zmožnosti piše na področju usvajanja in učenja tujega in drugega jezika. Sporazumevalno zmožnost opredeli kot:
»… znanje in vedenje, ki posamezniku omogoča, da lahko ustrezno in učinkovito (receptivno in produktivno, se pravi kot poslušalec in govorec, bralec in pisec) uporablja jezik, in sposobnosti (spretnosti), da to znanje uporablja za sporazumevanje v realni situaciji – da lahko tvori in razume poljubno število besedil v različnih govornih položajih in za različne potrebe oziroma sporazumevalne namene,«.
Kranjc oporeka delitvi omenjenih avtorjev sporazumevalne zmožnosti na jezikovno in pragmatično, saj se pri tej delitvi na podredni položaj umesti sestavino, ki je po njenem mnenju nadredna. Tako predlaga delitev, pri kateri jezikovno zmožnost gradita slovnična in sporazumevalna (pragmatična) zmožnost. Pod pojmom jezikovna ali lingvistična zmožnost razume vse abstraktno jezikovno vedenje.